# 日進バスストップ

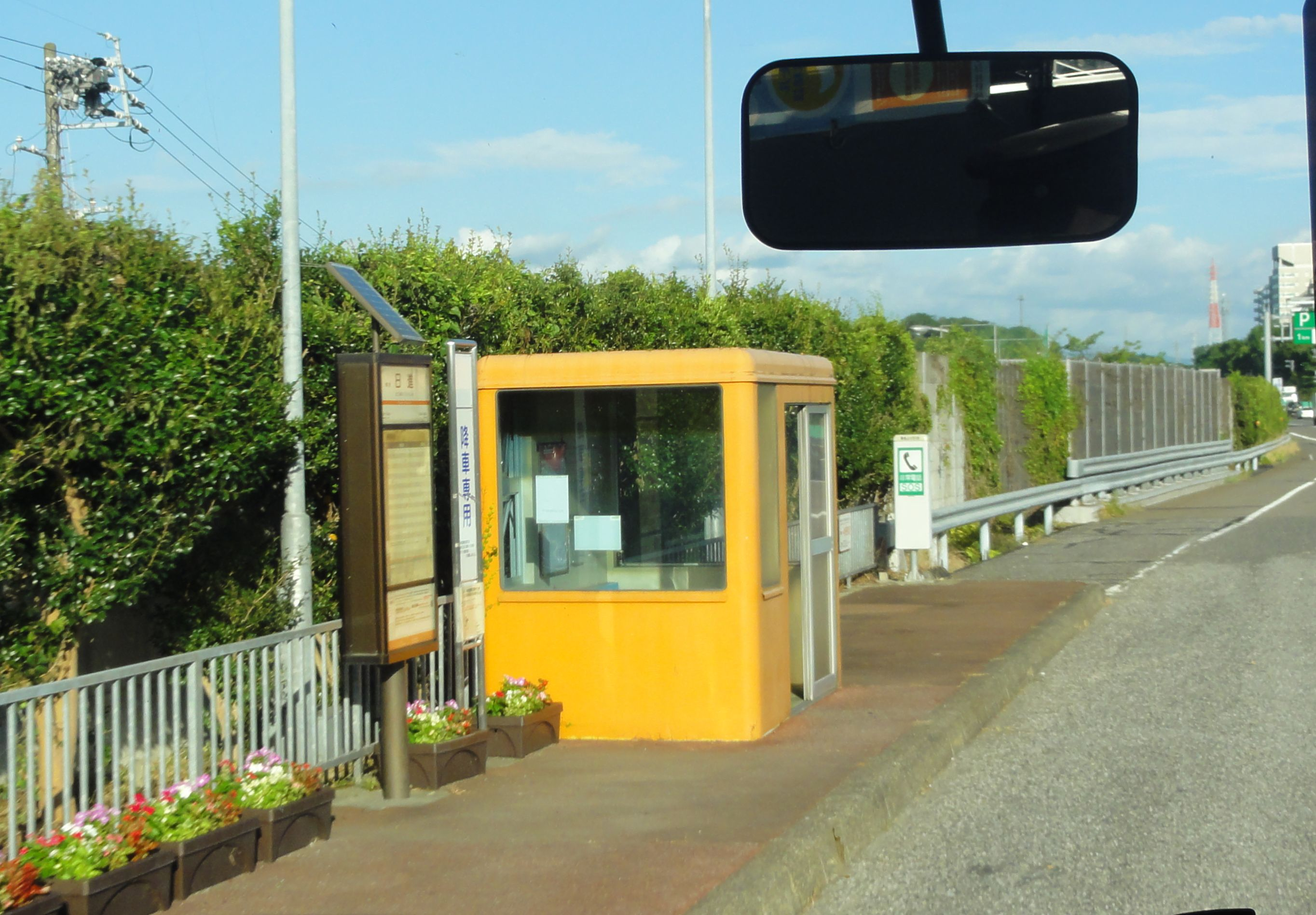
日進バスストップ

日進バスストップ（にっしんバスストップ）は、愛知県日進市米野木町の東名高速道路本線上にあるバス停留所である。東名日進（とうめいにっしん）ともいう。

## 概要
東名ハイウェイバスの全便が停車する。名鉄バスの豊田市駅・中部国際空港間特急バスが停車する。
名古屋駅から乗車すると最初に降車できるバス停がここである。
このバス停の前後で渋滞が多発するため、特に夕刻の下り線では名古屋手前の関門とされている。
2020年（令和2年）3月31日までは名鉄バスセンター・栄駅と豊田市駅を結ぶ都市間高速バスも存在し、日進バスストップにも停車していた。

## 隣接のバス停
- 東名ハイウェイバス
名古屋インターBS - 東名日進（日進BS） - 東名三好BS[1]

## バス停周辺
下り線のバス停付近に、文化財として元禄4年（1691年）建立の六字名号石塔があり日進市内最古の部類といわれている。
- 名古屋商科大学
- 愛知東邦大学日進グラウンド
- わらべや日洋名古屋工場
- 中部大学第一高等学校
- 愛知県立日進高等学校
- 中部電力　人財開発センター
- 三好カントリー倶楽部
- 愛知用水（幹線水路）
- 名鉄豊田線 米野木駅
- 愛知県道58号名古屋豊田線（飯田街道）

## 乗り換え
- 名鉄バス：名商大線
  - 東米野木バス停から東へ徒歩で約3分。
- くるりんばす（日進市市内巡回バス）：③三本木線
  - 丸山バス停から東へ徒歩で約3分。
- 名鉄豊田線
  - 米野木駅から北東へ徒歩で約20分。